# Charles Vandame
Charles Louis Joseph Vandame (ur. 30 czerwca 1928 w Colombes) – francuski duchowny rzymskokatolicki posługujący w Czadzie, w latach 1982-2003 arcybiskup Ndżameny.

## Życiorys
Święcenia kapłańskie przyjął 7 września 1960. 23 maja 1980 został prekonizowany arcybiskupem Ndżameny. Sakrę biskupią otrzymał 6 stycznia 1982. 31 lipca 2003 przeszedł na emeryturę.